# جمعة بوكليب
جمعة عمر بوكليب (ولد في 26 ديسمبر 1952، طرابلس) كاتب ليبي. ينتمي إلى جيل الكتاب الليبيين الذين بدأوا الكتابة منتصف السبعينات من القرن العشرين وله إصدارات كثيرة في القصة القصيرة والرواية والمقالة الصحفية والترجمة، وتتميز أعماله بالطابع الواقعي الذاتي. من أهم أعماله حكايات من البر الإنكليزي، ويكتب المقالة بعدد من الصحف العربية من أهمها القدس العربي الشرق الأوسط والوسط.

## مسيرته
ولد بمدينة طرابلس سنة 1952 حيث درس بها الابتدائية والاعدادية حتى تخرجه من معهد المعلمين العام 1970، ليعمل كمعلم بالمدارس الابتدائية الليبية. تحصل على الشهادة الثانوية العام 1973 ثم انتسب للدارسة بكلية التربية بجامعة طرابلس بقسم اللغة الإنكليزية. بدأ نشر القصة القصيرة منتصف السبعينات بصحيفة الفجر الجديد الليبية وبملحق الاسبوع الثقافي الأدبي.
اعتقل في أبريل 1976 ضمن مواجهات بين طلبة الجامعة الليبية واعضاء من حركة اللجان الثورية التابعة لنظام العقيد معمر القذافي فيما عرف بأحداث السابع من أبريل أو ثورة الطلاب، ليطلق سراحه بعد طرده من الجامعة ومنعه من مواصلة دراسته. واصل الكتابة والنشر ضمن الصحافة الليبية المحلية ليعتقل مجدداً اواخر العام 1978 ضمن مجموعة من الكتاب والصحفيين التي وجهت لهم تهم العمل ضمن تشكيل شيوعي سري، وحكم عليهم بالإعدام من قبل محكمة ثورية استثنائية ليخفف الحكم إلى السجن المؤبد. أطلق سراحه مع مجموعة من السجناء السياسيين وسجناء الرأي في مارس 1988.
هاجر إلى المملكة المتحدة اواخر العام 1988 حيث استقر بها حتى اليوم ودرس بجامعة ريدنغ البريطانية وتحصل على بكالوريوس علوم سياسية وعلاقات دولية العام 1993.
يتميز اسلوبه بالجمع بين المقالة الصحفية والقصة القصيرة الواقعية الذاتية ونشر العديد من النصوص بصحيفة القدس العربي تحت عنوان حكايات من البر الإنكليزي والتي نشرت مجموعة لأول مرة بنفس العنوان العام 2008 عن دار ليبيا للنشر بالقاهرة، ثم في طبعة ثانية عن دار الفرجاني للنشر. نشر مجموعته القصصية الثانية خطوط في دفتر الغياب العام 2013 عن دار الهلال المصرية ثم صدر له كتاب ضم أعماله القصصية عن دار الفرجاني بعنوان (حكايات من البر الإنكليزي ويليه خطوط صغيرة في دفتر الغياب) العام 2015. صدرت روايته الأولى نهارات لندنية العام 2021. يكتب المقالة الصحفية في العديد من الصحف العربية من بينها الشرق الأوسط، الوسط، والصباح جمعها في كتاب بعنوان يد التاريخ وصدر العام 2021، كما له العديد الاسهامات في مجال الترجمة الادبية والصحفية من أهمها ترجمة كتاب ترياق للثعابين لأخر حاكم ايطالي لليبيا البرتو دينتي دي بيرا - اينو والصادر العام 2015 عن دار الفرجاني للنشر.
أعد وقدم بودكاست بعنوان رسالة من لندن حتى العام 2013.
عمل بوزارة الخارجية الليبية كدبلوماسي ملحقاً اعلامياً لسفارة دولة ليبيا في المملكة المتحدة حتى تقاعده العام 2018. يعيش حاليا في لندن.

## مؤلفاته

### أهم أعماله
- حكايات من البر الإنكليزي - قصص قصيرة - 2008
- خطوط صغيرة في دفتر الغياب -قصص قصيرة - 2013
- نهارات لندنية - رواية - 2021
- يد التاريخ - مقالات - 2021
- ترياق للثعابين - ترجمة - 2015

## وصلات خارجية
- جمعة بوكليب على موقع أرشيف الشارخ.